# Hory (rejon żółkiewski)
Hory (ukr. Гори) – wieś na Ukrainie w rejonie lwowskim (wcześniej w rejonie żółkiewskim) obwodu lwowskiego.